# Брессан, Жозеф
Жозеф Брессан (фр. Joseph Breissand; 1770—1813) — французский военный деятель, бригадный генерал (1811 год), барон (1810 год), участник революционных и наполеоновских войн.

## Биография
Родился в семье нотариуса и прокурора Луи Брессана (фр. Louis Breissan; 1738—1797) и его супруги Франсуазы Барети (фр. Françoise Barety; 1746—).
Начал военную службу 19 марта 1786 года простым солдатом в Аквитанском пехотном полку. 9 октября 1787 года получил отпуск и вернулся домой. 1 сентября 1791 года был избран сослуживцами капитаном 1-го батальона волонтёров департамента Нижние Альпы. 12 сентября 1792 года произведён в командиры батальона, сражался в рядах Альпийской армии. 27 апреля 1795 года был ранен пулей в бедро при штурме Малого Сен-Бернара. 27 июля 1796 года переведён в 19-ю полубригаду линейной пехоты, которая входила в состав Итальянской армии. Во всех боях отличался храбростью и самообладанием. Был комендантом Перуджи, когда в городе начались беспорядки. Брессан вышел на площадь, прорвался сквозь толпу и обратился к горожанам с яркой и убедительной речью на итальянском языке. Несмотря на неминуемую опасность, Брессан, сохраняя абсолютное хладнокровие, сумел утихомирить толпу, восстановить порядок и спокойствие. Жители в знак признательности установили его бюст в мэрии. 9 августа 1799 года на территории Папской области он опрокинул австрийскую кавалерию и был ранен саблей в левую руку в бою при Сутри. После возвращения во Францию назначен 22 марта 1800 года командиром дополнительного батальона 19-й полубригады, во главе которого участвовал в кампаниях 1800-01 годов в составе Армии Граубюндена. 20 июля 1800 года возглавил 3-ю временную полубригаду, названную «Восточной» в составе Южной наблюдательной армии.
15 декабря 1803 года произведён в полковники, и был поставлен во главе 35-го полка линейной пехоты, который был частью пехотной дивизии Буде в лагере Утрехта Армии Берегов Океана. В Австрийской кампании 1805 года в составе 2-го армейского корпуса Великой Армии. С 1806 года его полк входил в состав дивизии Сера Итальянской армии.
31 марта 1808 года в Тапольяно женился на Констанс Дессе (фр. Joséphine Michelle Constance Dessaix; 1789—1855), дочери генерала Жозефа Дессе. У пары родились трое детей:
- дочь Зои (фр. Joséphine Zoé Breissand; 1809—1859);
- сын Жозеф (фр. Joseph Eugène Breissand; 1811—1883);
- дочь Мари (фр. Marie Louise Clémentine Breissand)[2].

Участвовал в Австрийской кампании 1809 года. Атакованный у Порденоне 15 апреля 1809 года 4000 австрийцев, 35-й линейный полк в течение шести часов оказывал самое героическое сопротивление натиску врага; полковник, раненный двумя сабельными ударами, одним в правое предплечье, а другим в плечо, окружённый убитыми и поддерживаемый несколькими ранеными сапёрами, всё ещё защищался от взвода венгров с винтовкой, которую не мог перезарядить, когда попал в плен. Эрцгерцог Иоганн, поражённый храбростью, проявленной полковником Брессаном, предложил ему помощь:
- «Мне не о чем просить Ваше Императорское Высочество, ответил Жозеф, кроме того, чтобы вы изволили оказать моим несчастным соратникам должное их мужеству внимание и возвратили мне шпагу и орден, которые я потерял в бою».
- «Такой храбрец, как ты, не должен оставаться безоружным; возьми это оружие, которым ты так благородно умеешь пользоваться, сказал ему эрцгерцог, перепоясывая его собственным мечом; и я отдам приказ, чтобы награда, которой вы так достойны, была отдана вам, если её можно будет найти на поле боя».

В 1811 году Император определил его в Армию Испании. Король Жозеф назначил Брессана губернатором провинции Авила, где он поддерживал строжайшую дисциплину среди своих войск. Своим лояльным и бескорыстным поведением он завоевал уважение и привязанность местных жителей, которые очень сожалели, когда он покинул этот регион.
6 августа 1811 года был произведён в бригадные генералы, и возглавил бригаду в Армии Португали. 14 декабря 1811 года назначен командиром бригады 4-й пехотной дивизии 1-го наблюдательного корпуса Эльбы. 15 мая 1812 года возглавил 1-ю бригаду 2-й резервной пехотной дивизии Великой Армии. 4 июля 1813 года стал командиром 1-й бригады 30-й пехотной дивизии генерала Эдле 10-го армейского корпуса генерала Раппа. Участвовал в обороне Данцига, где покрыл себя славой, выделялся в различных вылазках гарнизона и с честью упоминался в докладах, адресованных правительству генералом Раппом. 1 декабря 1813 года получил пулю в голову в ходе вылазки и умер на следующий день в возрасте 43 лет.

## Воинские звания
- Капитан (1 сентября 1791 года);
- Подполковник (1 мая 1792 года);
- Полковник (15 декабря 1803 года);
- Бригадный генерал (6 августа 1811 года).

## Титулы

Герб барона

- Барон Брессан и Империи (фр. baron Breissand et de l'Empire; декрет от 15 августа 1809 года, патент подтверждён 16 декабря 1810 года)[3].

## Награды
Легионер ордена Почётного легиона (11 декабря 1803 года)
 Офицер ордена Почётного легиона (14 июня 1804 года)
 Коммандан ордена Почётного легиона (26 июня 1813 года)